# Bafatá (sector)
O sector de Bafatá é umas das sete subdivisões da região de Bafatá, uma das oito regiões administrativas em que a Guiné-Bissau se encontra dividida. Possui uma área de 837,0 km2.

Fica situado no leste do país e tem como sede a cidade de Bafatá.